# Swan Song Records
Swan Song Records — лейбл звукозаписи, основанный участниками Led Zeppelin и менеджером группы Питером Грантом 10 мая 1974 года
и призванный — с одной стороны, обеспечить группе полный контроль над своей продукцией, с другой — помогать талантливым исполнителям, испытывающим трудности с получением контракта. Решение образовать компанию было принято после того, как в 1973 году истёк пятилетний контракт Led Zeppelin с Atlantic Records; в конечном итоге именно Atlantic стал дистрибьютором продукции нового лейбла.
В качестве основы для логотипа компании была выбрана картина Evening, Fall of Day (1869) американского художника Уильяма Риммера (1816—1879), (изображающая Аполлона).
Первым релизом лейбла в США стал альбом Bad Company, выпущенный в июне 1974 года. Первый британский релиз (Pretty Things, альбом Silk Torpedo) был отмечен роскошной презентацией, которая состоялась 31 октября 1974 года в Чизлхёрст Кейвз, Кент.
На Swan Song (помимо Led Zeppelin, Джимми Пейджа и Роберта Планта) записывались: Bad Company, The Pretty Things, Dave Edmunds, Mirabai, Maggie Bell (и её побочный проект Midnight Flyer), Detective, Sad Café и Wildlife.
В числе исполнителей, подписавших контракт с лейблом, но ничего здесь не выпустивших, — Metropolis (группа, образованная бывшими участниками The Pretty Things), The Message (с Джоном Бон Джови и Ричи Самборой, будущими участниками Bon Jovi) и Itchy Brother (группа будущих создателей The Kentucky Headhunters). Лейбл безуспешно пытался привлечь к себе Роя Харпера и Бобби Паркера (блюзового гитариста). В 1983 году, когда Swan Song прекратил своё существование, при расчистке офисов на полках были обнаружены ранние демо-плёнки Iron Maiden и Q-Tips, которые, как позже выяснилось, так и не были прослушаны.
Swan Song занимался и финансированием кинопроектов (в частности, «Monty Python and the Holy Grail», 1975).
Swan Song прекратила активную деятельность в 1983 году и сейчас существует только для переиздания ранее выпущенного материала.

## Основной штат
- Питер Грант — президент
- Дэнни Голдберг — вице-президент (США, 1974—1976)
- Абе Хок — вице-президент (Великобритания, 1974—1976)
- Фил Карсон — представитель Atlantic Records
- Алан Каллан — вице-президент (1977—1983)
- Стив Вайсс — юрист (США)
- Джоан Хадсон — юрист (Великобритания)
- Марк Ландон — охранник
- Митчелл Фокс, Нэнси Гурскик — ассистенты (США)
- Кэрол Браун, Юнити Маклин, Шан Мередит — ассистенты (Великобритания)